# 아메리카무라

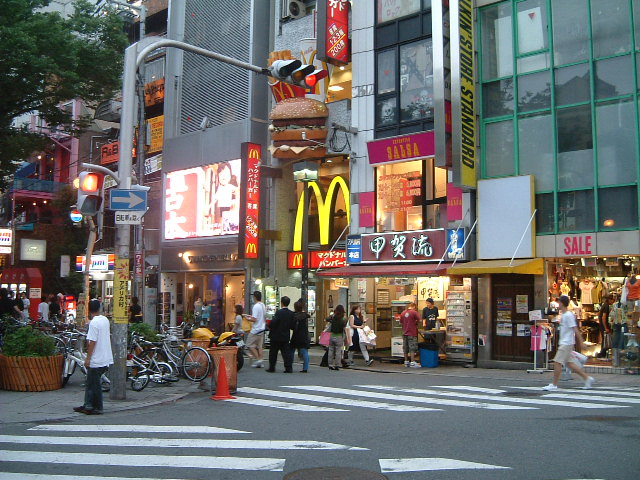
아메리카무라

아메리카무라(일본어: アメリカ村 アメリカむら[*])는 일본 오사카부 오사카시 주오구에 있는 상가이다. 미국 풍의 물건들을 많이 판다.

## 같이 보기
- 도쿄 독일마을(도쿄 도이츠무라)
- 시마 스페인무라
- 남해 독일마을
- 남해 미국마을